# Eternal Domination
Eternal Domination è il primo album in studio della band greca Suicidal Angels, pubblicato nel 2009 dalla Old School Metal Records.

## Tracce
1. Quench Your Thirst with Christian Souls – 3:47
2. Evil Attack – 3:42
3. The Prophecy – 2:58
4. Crematory – 3:43
5. Slaughtering Christianity – 5:16
6. Sacred Prayers to Expiation – 3:05
7. Demon's Bloodwrath – 2:28
8. Armies of Hell – 3:56
9. Screams of Homicide – 3:16
10. Vomit on the Cross – 2:41
11. Eternal Darkness – 3:28

## Formazione
- Orpheas Tzortzopoulos - batteria
- Nick Melissourgos - voce, chitarra
- Sotiris Skarpalezos - basso
- Themis Katsimichas - chitarra